# Axel Disasi
Axel Wilson Arthur Disasi Mhakinis Belho, noto semplicemente come Axel Disasi (Gonesse, 11 marzo 1998), è un calciatore francese, difensore del Chelsea. Con la nazionale francese è diventato vicecampione del mondo nel 2022.

## Biografia
Nato in Francia da discendenti di origini congolesi e angolane.

## Caratteristiche tecniche
È un difensore centrale, forte fisicamente ed abile nel gioco aereo.

## Carriera

### Club
Gli inizi al Paris Fc
Cresce nel settore giovanile del Paris FC, e ha esordito in prima squadra il 5 dicembre 2015 disputando l'incontro di Coppa di Francia perso 3-1 contro il Boulogne.
Stade Reims
Nel luglio 2016 si è trasferito a titolo definitivo allo Stade Reims, dove in quattro stagioni colleziona globalmente 53 presenze e 2 reti.
Monaco
Il 7 agosto 2020 viene acquistato dal Monaco..
Dopo tre ottime stagioni con i monegaschi, saluta il club francese con 129 presenze complessive, 12 goal e 4 assist.
Chelsea
Nell'estate del 2023 viene acquistato dal Chelsea per 45 milioni di euro. Il 13 agosto successivo segna il suo primo goal nel pareggio per 1-1 contro il Liverpool in Premier League. Il 2 marzo 2024 torna al goal in Premier League nel pareggio per 2-2 contro il Brentford in trasferta.
Prestito all'Aston Villa
Il 3 febbraio 2025 viene prestato all'Aston Villa fino al termine della stagione. Debutta con la nuova maglia nella gara contro l'Ipswich Town pareggiata per 1-1. Conclude la sua stagione in crescita con 7 presenze in Premier League e 3 apparizioni in Champions League.

### Nazionale
Ha giocato nel luglio 2017 alcune partite per la RD Congo Under-20,
mentre tra novembre 2017 e giugno del 2018, ha giocato per tre gare nella nazionale Under-20 francese, disputando con la selezione giovanile il Torneo di Tolone.
Tuttavia, nel marzo 2020 ottiene la prima convocazione con la nazionale congolese per delle sfide valevoli alle qualificazioni africane, senza mai scendere in campo. Il 30 maggio 2021 viene convocato nella nazionale Under-21 francese, per la fase finale a gironi del Campionato europeo di calcio Under-21 2021, tuttavia senza mai esordire in campo.
Nel novembre del 2022, riceve la sua prima convocazione ufficiale con la nazionale maggiore francese, chiamato dal CT Didier Deschamps a sostituire l'infortunato Presnel Kimpembe nella rosa dei partecipanti ai Mondiali di calcio in Qatar. Esordisce il 30 del mese stesso sia nella competizione che con la nazionale partendo titolare nella sfida persa 1-0 contro la Tunisia.

## Statistiche

### Presenze e reti nei club
Statistiche aggiornate al 22 aprile 2025.
| Stagione             | Squadra              | Campionato           | Campionato | Campionato | Coppe nazionali | Coppe nazionali | Coppe nazionali | Coppe continentali | Coppe continentali | Coppe continentali | Altre coppe | Altre coppe | Altre coppe | Totale | Totale | Totale |
| Stagione             | Squadra              | Comp                 | Pres       | Reti       | Comp            | Pres            | Reti            | Comp               | Pres               | Reti               | Comp        | Pres        | Reti        | Pres   | Reti   |        |
| -------------------- | -------------------- | -------------------- | ---------- | ---------- | --------------- | --------------- | --------------- | ------------------ | ------------------ | ------------------ | ----------- | ----------- | ----------- | ------ | ------ | ------ |
| 2015-2016            | Paris FC 2           | CFA2                 | 19         | 2          | -               | -               | -               | -                  | -                  | -                  | -           | -           | -           | 19     | 2      |        |
| 2015-2016            | Paris FC             | L2                   | 3          | 1          | CF+CdL          | 1+0             | 0               | -                  | -                  | -                  | -           | -           | -           | 4      | 1      |        |
| 2016-2017            | Stade Reims 2        | CFA                  | 21         | 1          | -               | -               | -               | -                  | -                  | -                  | -           | -           | -           | 21     | 1      |        |
| 2017-2018            | Stade Reims 2        | N2                   | 2          | 0          | -               | -               | -               | -                  | -                  | -                  | -           | -           | -           | 2      | 0      |        |
| 2018-2019            | Stade Reims 2        | N2                   | 13         | 1          | -               | -               | -               | -                  | -                  | -                  | -           | -           | -           | 13     | 1      |        |
| Totale Stade Reims 2 | Totale Stade Reims 2 | Totale Stade Reims 2 | 36         | 2          |                 | -               | -               |                    | -                  | -                  |             | -           | -           | 36     | 2      |        |
| 2016-2017            | Stade Reims          | L2                   | 1          | 0          | CF+CdL          | 0+0             | 0               | -                  | -                  | -                  | -           | -           | -           | 1      | 0      |        |
| 2017-2018            | Stade Reims          | L2                   | 13         | 1          | CF+CdL          | 1+1             | 0               | -                  | -                  | -                  | -           | -           | -           | 15     | 1      |        |
| 2018-2019            | Stade Reims          | L1                   | 4          | 0          | CF+CdL          | 0+1             | 0               | -                  | -                  | -                  | -           | -           | -           | 5      | 0      |        |
| 2019-2020            | Stade Reims          | L1                   | 27         | 1          | CF+CdL          | 4+1             | 0               | -                  | -                  | -                  | -           | -           | -           | 32     | 1      |        |
| Totale Stade Reims   | Totale Stade Reims   | Totale Stade Reims   | 45         | 2          |                 | 8               | 0               |                    | -                  | -                  |             | -           | -           | 53     | 2      |        |
| 2020-2021            | Monaco               | L1                   | 29         | 3          | CF              | 6               | 0               | -                  | -                  | -                  | -           | -           | -           | 35     | 3      |        |
| 2021-2022            | Monaco               | L1                   | 32         | 1          | CF              | 4               | 0               | UCL+UEL            | 3+6                | 0+2                | -           | -           | -           | 45     | 3      |        |
| 2022-2023            | Monaco               | L1                   | 38         | 3          | CF              | 1               | 0               | UCL+UEL            | 2+7                | 1+2                | -           | -           | -           | 48     | 6      |        |
| Totale Monaco        | Totale Monaco        | Totale Monaco        | 99         | 7          |                 | 11              | 0               |                    | 18                 | 5                  |             | -           | -           | 128    | 12     |        |
| 2023-2024            | Chelsea              | PL                   | 31         | 2          | FACup+CdL       | 6+7             | 1               | -                  | -                  | -                  | -           | -           | -           | 44     | 3      |        |
| 2024-feb. 2025       | Chelsea              | PL                   | 6          | 1          | FACup+CdL       | 1+2             | 0               | UECL               | 8                  | 1                  | -           | -           | -           | 17     | 2      |        |
| Totale Chelsea       | Totale Chelsea       | Totale Chelsea       | 37         | 3          |                 | 16              | 1               |                    | 8                  | 1                  |             | -           | -           | 61     | 5      |        |
| gen.-giu. 2025       | Aston Villa          | PL                   | 7          | 0          | FACup+CdL       | -               | -               | UCL                | 3                  | 0                  | -           | -           | -           | 10     | 0      |        |
| Totale carriera      | Totale carriera      | Totale carriera      | 246        | 17         |                 | 36              | 1               |                    | 29                 | 6                  |             | -           | -           | 311    | 24     |        |

### Cronologia presenze e reti in nazionale
| Cronologia completa delle presenze e delle reti in nazionale ― Francia | Cronologia completa delle presenze e delle reti in nazionale ― Francia | Cronologia completa delle presenze e delle reti in nazionale ― Francia | Cronologia completa delle presenze e delle reti in nazionale ― Francia | Cronologia completa delle presenze e delle reti in nazionale ― Francia | Cronologia completa delle presenze e delle reti in nazionale ― Francia | Cronologia completa delle presenze e delle reti in nazionale ― Francia | Cronologia completa delle presenze e delle reti in nazionale ― Francia |
| Data                                                                   | Città                                                                  | In casa                                                                | Risultato                                                              | Ospiti                                                                 | Competizione                                                           | Reti                                                                   | Note                                                                   |
| ---------------------------------------------------------------------- | ---------------------------------------------------------------------- | ---------------------------------------------------------------------- | ---------------------------------------------------------------------- | ---------------------------------------------------------------------- | ---------------------------------------------------------------------- | ---------------------------------------------------------------------- | ---------------------------------------------------------------------- |
| 30-11-2022                                                             | Al Rayyan                                                              | Tunisia                                                                | 1 – 0                                                                  | Francia                                                                | Mondiali 2022 - 1º turno                                               | -                                                                      |                                                                        |
| 4-12-2022                                                              | Doha                                                                   | Francia                                                                | 3 – 1                                                                  | Polonia                                                                | Mondiali 2022 - Ottavi di finale                                       | -                                                                      | 90+3’                                                                  |
| 18-12-2022                                                             | Lusail                                                                 | Argentina                                                              | 3 – 3 dts (4 – 2 dtr)                                                  | Francia                                                                | Mondiali 2022 - Finale                                                 | -                                                                      | 120+1’                                                                 |
| 16-6-2023                                                              | Faro                                                                   | Gibilterra                                                             | 0 – 3                                                                  | Francia                                                                | Qual. Euro 2024                                                        | -                                                                      | 85’                                                                    |
| 21-11-2023                                                             | Atene                                                                  | Grecia                                                                 | 2 – 2                                                                  | Francia                                                                | Qual. Euro 2024                                                        | -                                                                      | 85’                                                                    |
| Totale                                                                 |                                                                        | Presenze                                                               | 5                                                                      |                                                                        | Reti                                                                   | 0                                                                      |                                                                        |

## Palmarès
- Ligue 2: 1

Stade Reims: 2017-2018